# アフラ

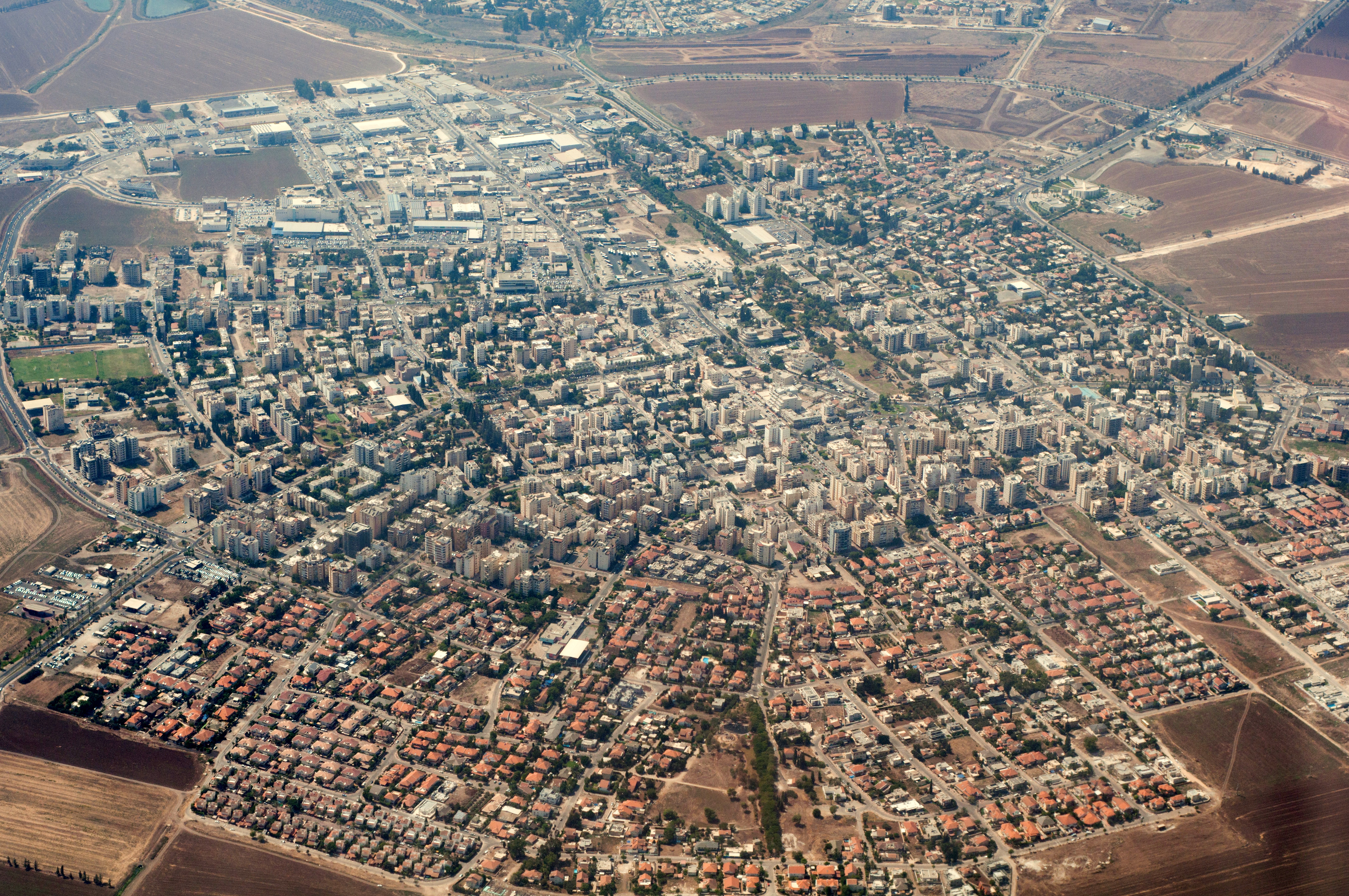
アフラ市街地の空撮

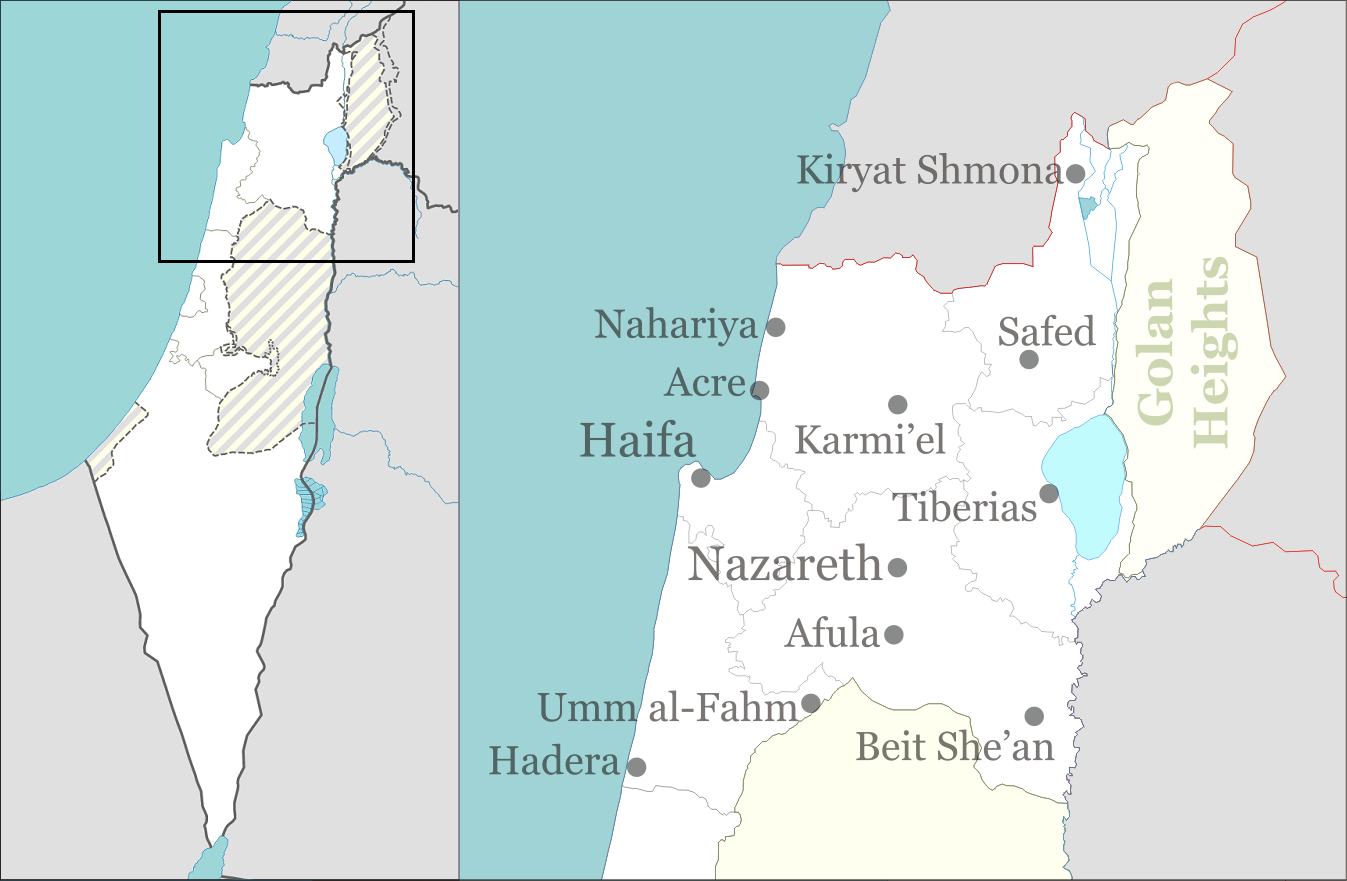

アフラ（ヘブライ語: עפולה、アラビア語: العفولة）は、イスラエルの北部地区にある都市。エズレル平野の中心地とみなされている。2009年の人口は40500人。
アフラ市街地のすぐ東にはモレの丘がある。アフラの中心街から真北へ8キロほど行くとナザレの市街地に入る。
ニューヘイブン (コネチカット州)と姉妹都市提携をしている。

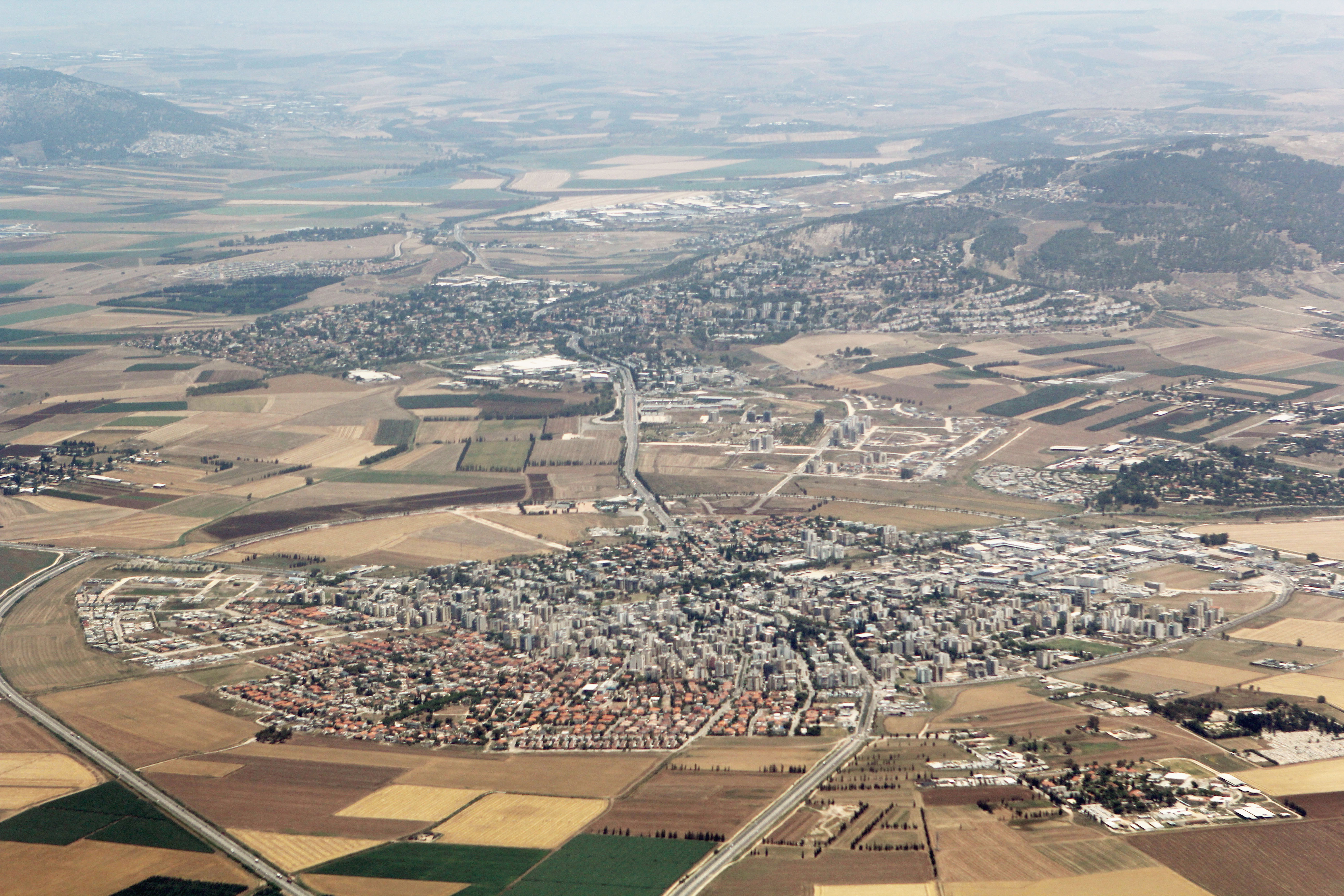
市街地とモレの丘（右上）
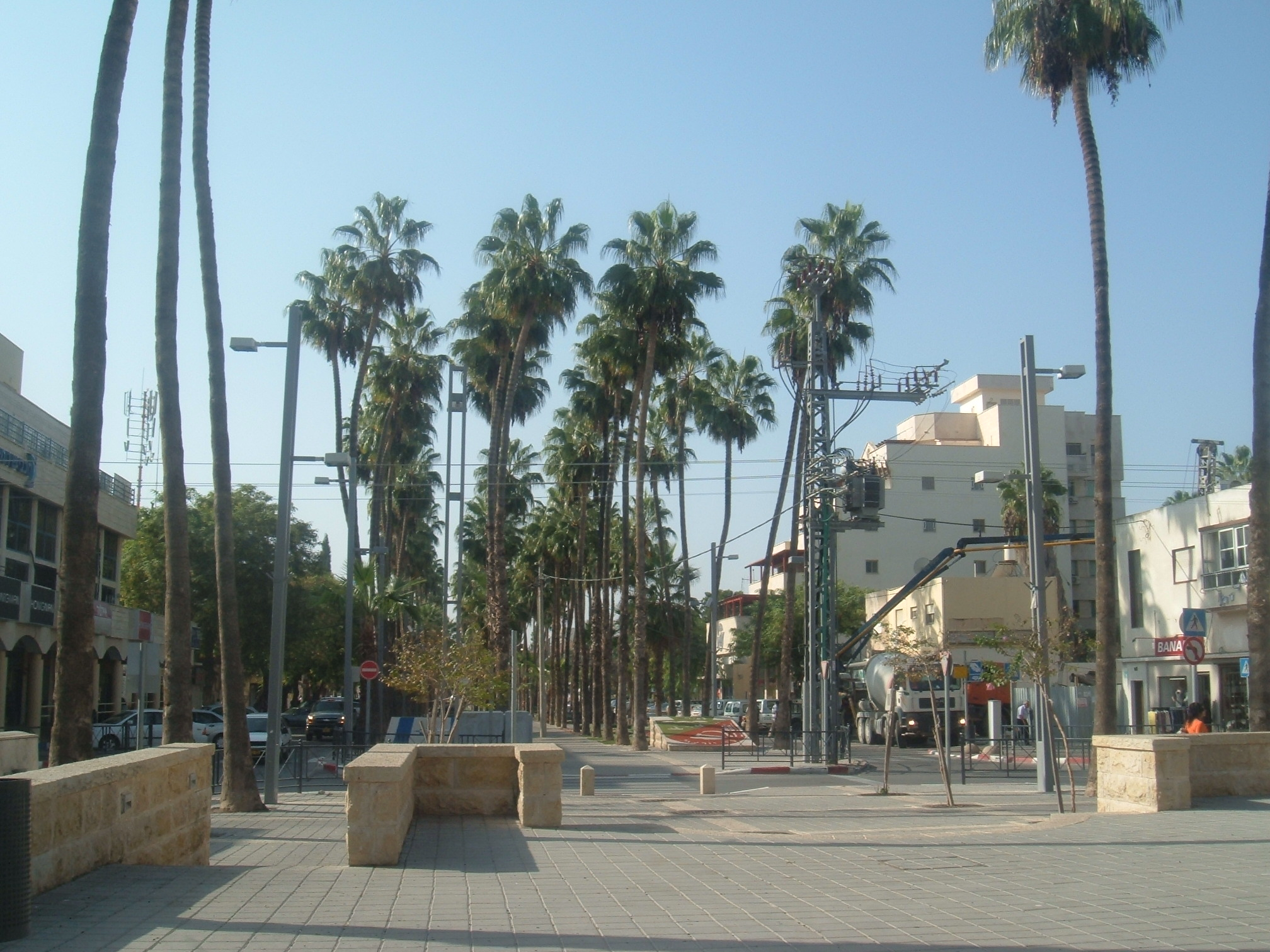
市街地風景
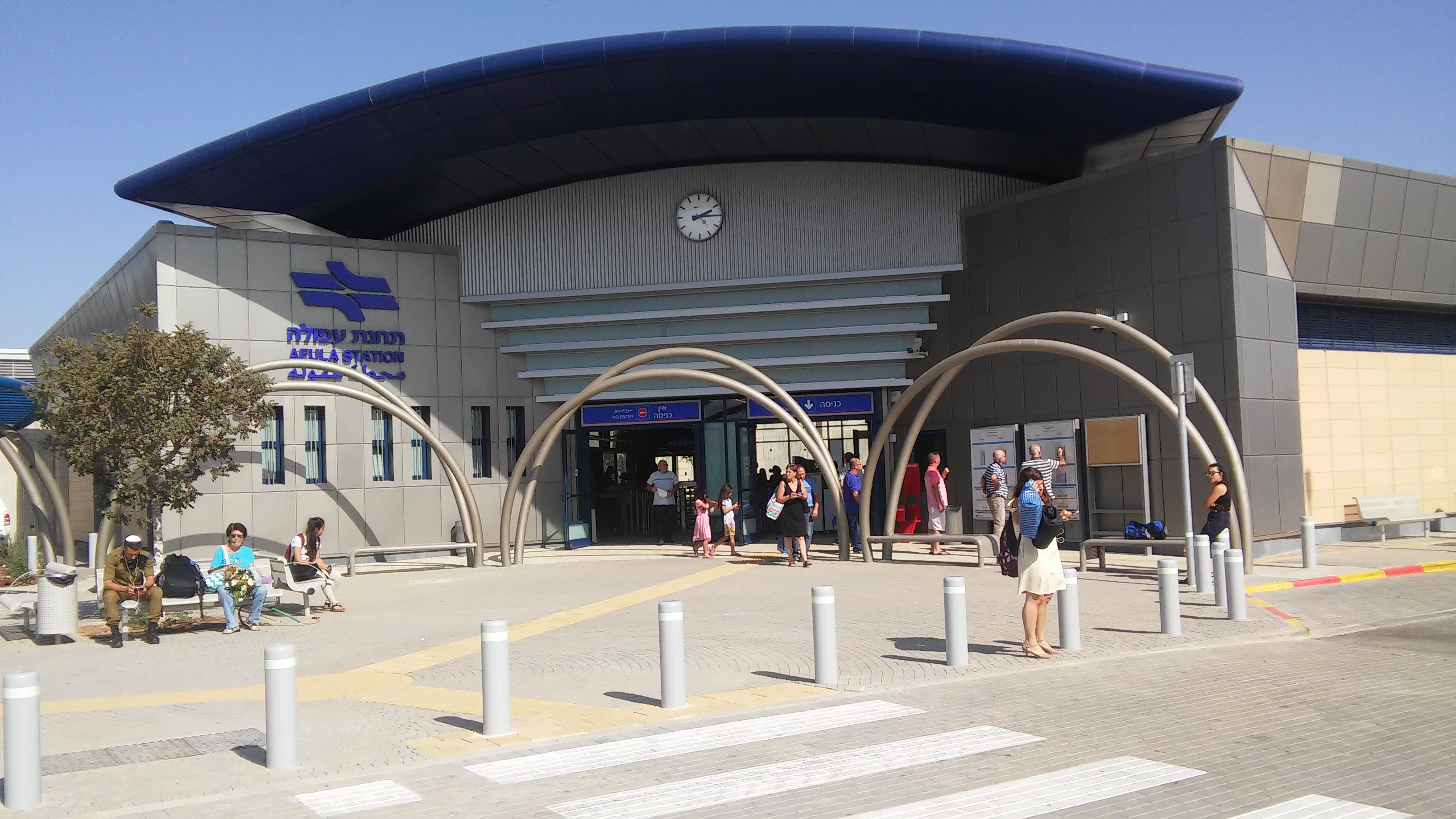
Afula railway station
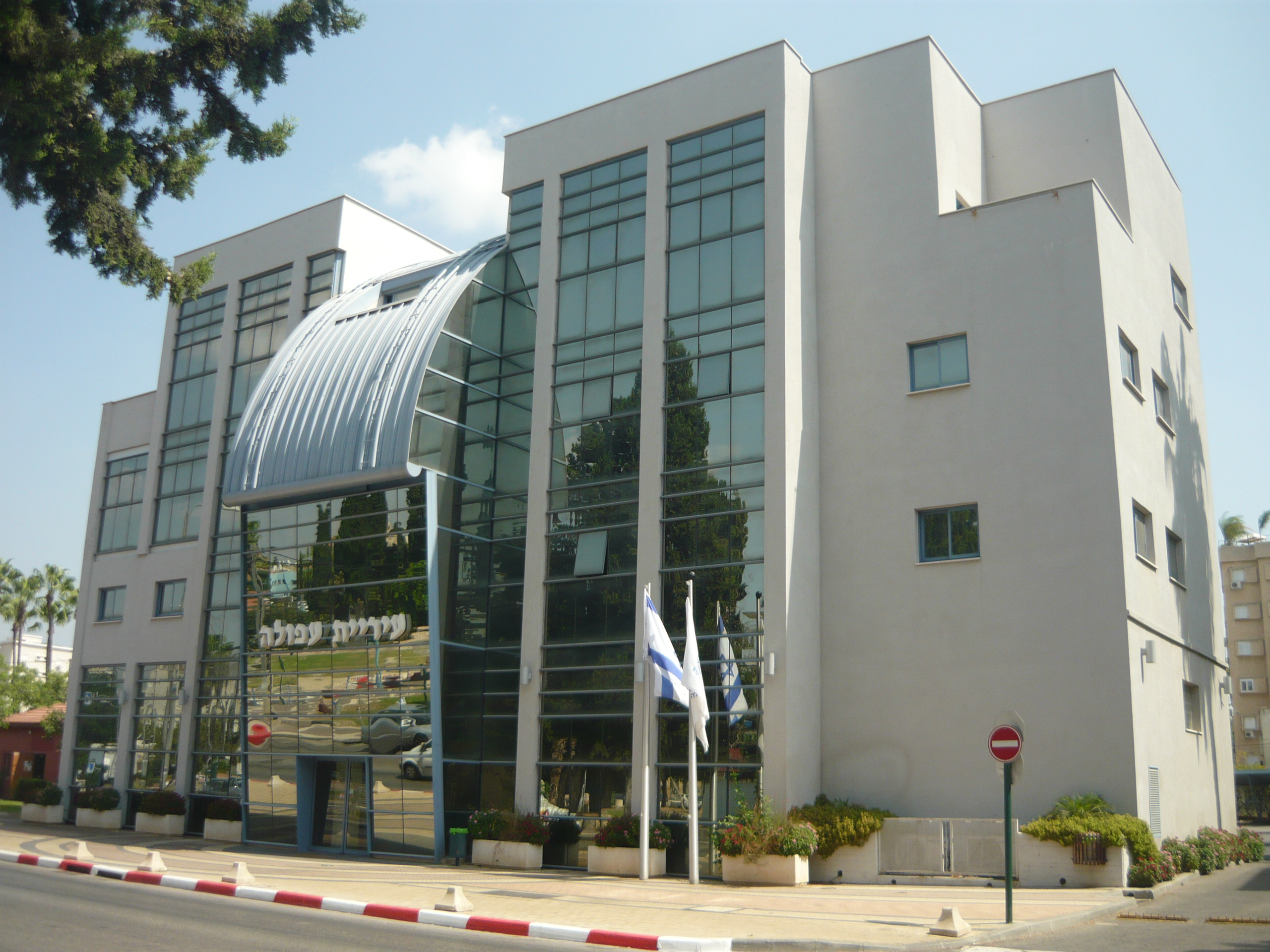
市役所

## 出身人物
- ラファエル・エイタン
- サリット・ハダッド